# Cremastobombycia lantanella
The Lantana Leaf Miner (Cremastobombycia lantanella) là một loài bướm đêm thuộc họ Gracillariidae. Nó là loài đặc hữu của miền nam Hoa Kỳ (bao gồm Texas) và México. Nó được mang đến Hawaii năm 1902.
Sải cánh dài khoảng 7 mm.
Ấu trùng ăn Lantana species, bao gồm Lantana urticoides, Lantana urticifolia, Lantana hispida, Lantana hirsuta và Lantana camara. Chúng ăn lá nơi chúng làm tổ.